# Feng Bao 1

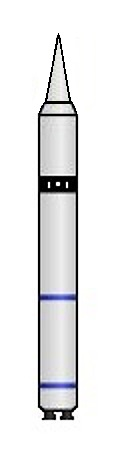
Um foguete Feng Bao 1.

Feng Bao 1 (风暴), ou Tempestade 1 (FB-1), é o primeiro veículo de lançamento pesado da China, e precursor da família de foguetes Longa Marcha.
Lançado pela primeira vez em  1972, era um foguete de dois estágios que permaneceu em serviço até 1981. Ele foi substituído pelo quase idêntico Longa Marcha 2, que foi desenvolvido em paralelo na mesma época por razões políticas relacionadas à revolução cultural chinesa.
O Feng Bao 1, foi derivado do míssil DF-5. Onze deles foram lançados, com quatro falhas registradas. Os lançamentos eram realizados da plataforma LA-2B do Centro de Lançamento de Satélite de Jiuquan.[carece de fontes?]